# Polier
Polier [poˈliːɐ̯] (süddeutsch auch Palier) ist eine Berufsbezeichnung im Bauwesen für den Leiter der gewerblichen Mitarbeiter auf einer Baustelle oder eines Baustellenabschnitts, der als Bindeglied zwischen den auf der Baustelle tätigen Arbeitern und der Firmen-Bauleitung fungiert.

## Wortherkunft
Die Bezeichnung Polier geht auf spätmittelhochdeutsch parlierer zurück. Dieses Wort, das den Wortführer oder Weisungsberechtigten in der Bauhütte bezeichnete, ist von altfranzösisch parlier ‚Sprecher; wer gut oder viel redet‘ abgeleitet (vergleiche französisch parler – daher auch der Name der Familie Parler), was bis heute die Funktion des Poliers als Sprecher (Vorgesetzter) der am Bau beteiligten Arbeiter charakterisiert. Auch die in weiten Teilen Süddeutschlands, in den angrenzenden Gebieten der Schweiz und Teilen Österreichs gebräuchliche Form Palier sowohl des Dialekts wie der älteren Schriftsprache stützt diese Erklärung.
Eine andere Erklärung führt den Begriff auf lateinisch politor ‚Mittelsmann zwischen Gutsherrn und Landarbeitern‘ zurück.

## Aufgaben
Der Polier ist weisungsberechtigter Leiter für die gewerblichen Mitarbeiter einer Baustelle oder eines Baustellenabschnitts. Er weist seinen Mitarbeitern die Aufgaben zu und ist für die technisch und zeitlich korrekte Ausführung verantwortlich. Vorgesetzter des Poliers ist der Unternehmensbauleiter.
Poliere werden bei Roh- und Ingenieurbauarbeiten eingesetzt, teilweise auch für umfangreiche Zimmererarbeiten, aber auch im Straßen- und Tiefbau. Auf kleineren Baustellen ohne eigenen Bauleiter ist der Polier in Ausführungsfragen oft Vermittler zwischen seinem Arbeitgeber und Architekten, Statikern und Bauherren.

## Planunterlagen
Ein Polier benötigt für die Bauausführung Polierpläne (bzw. Werkpläne oder Ausführungspläne), die im Zusammenhang mit der Ausführungsplanung erstellt werden. Diese Pläne werden in der Regel im Hochbau in einem Maßstab von 1:50 gezeichnet, wobei für Detailpläne auch andere Maßstäbe zum Einsatz kommen.

## Berufsausbildung

### Deutschland
Der Polier ist nach dem Tarifrecht Angestellter. Er muss eine abgeschlossene Ausbildung in einem Bauberuf und mehrjährige berufliche Erfahrung vorweisen können. Im Einzelfall können auch Arbeiter ohne Gesellenbrief, aber mit langjähriger Berufserfahrung zur Polierausbildung zugelassen werden.
Der in Deutschland staatlich anerkannte Abschluss Geprüfter Polier wird vom Prüfungsausschuss einer Handwerkskammer oder einer IHK geprüft. Zuvor muss er eine Fortbildung von etwa 600 Stunden, beispielsweise in einem Bildungszentrum des Baugewerbes, absolviert haben. Dieser Lehrgang vermittelt Kenntnisse in Betriebswirtschaft, Berufs- und Arbeitspädagogik, Recht sowie Sozialkunde und enthält einen umfassenden fachrichtungsspezifischen Teil.
Rangfolge der Ausbildung:
1. (Geprüfter) Polier
2. Werkpolier
3. Vorarbeiter
4. Spezialbaufacharbeiter (Maurer, Betonbauer …)

### Schweiz
Die Weiterbildung zum Bau-Polier bzw. Bauwerktrenn-Polier erfolgt berufsbegleitend oder in Vollzeit. Die abschließende Prüfung ist eine Berufsprüfung. Nach bestandener Prüfung darf die geschützte Berufsbezeichnung Bau-Polier mit eidg. Fachausweis geführt werden.
Die Voraussetzungen, um zur Prüfung zugelassen zu werden, sind u. a.: (Details siehe Verordnung)
- eidgenössisches Fähigkeitszeugnis eines Bauberufes,
- vier Praxisjahre in einer Bauunternehmung, davon mindestens drei Jahre als Vorarbeiter bzw. Polier.

## Alternative Namensgebungen
Poliere im Tief- und Straßenbau werden oft als Schachtmeister bezeichnet.
Umgangssprachlich werden Poliere im süddeutschen Raum und in der Schweiz auch Capo (ital. ‚Kopf‘) genannt. Beim Capo kann es sich aber auch um den Vorarbeiter handeln auf einer Baustelle ohne eigenen Polier.